# Bermuda tại Thế vận hội
Bermuda tham gia Thế vận hội lần đầu tiên năm 1936, và đã liên tục gửi các vận động viên (VĐV) tới các kỳ Thế vận hội Mùa hè kể từ đó, trừ lần nước này tẩy chay Thế vận hội Mùa hè 1980. Bermuda tham gia Thế vận hội Mùa đông từ năm 1992.
Tới nay, Clarence Hill là VĐV Bermuda duy nhất từng giành huy chương Thế vận hội với huy chương đồng môn quyền Anh, giúp Bermuda trở thành quốc gia có dân số ít nhất khi đoạt được huy chương Olympic Mùa hè (53.500 người năm 1976) trong lịch sử Thế vận hội.
Ủy ban Olympic quốc gia của Bermuda được thành lập năm 1935 và được Ủy ban Olympic Quốc tế công nhận năm 1936.

## Bảng huy chương

### Huy chương tại các kỳ Thế vận hội Mùa hè
| Thế vận hội           | Số VĐV        | Vàng          | Bạc           | Đồng          | Tổng số       | Xếp thứ       |
| 1896–1932             | không tham dự | không tham dự | không tham dự | không tham dự | không tham dự | không tham dự |
| Berlin 1936           | 5             | 0             | 0             | 0             | 0             | –             |
| Luân Đôn 1948         | 12            | 0             | 0             | 0             | 0             | –             |
| Helsinki 1952         | 6             | 0             | 0             | 0             | 0             | –             |
| Melbourne 1956        | 3             | 0             | 0             | 0             | 0             | –             |
| Roma 1960             | 9             | 0             | 0             | 0             | 0             | –             |
| Tokyo 1964            | 4             | 0             | 0             | 0             | 0             | –             |
| Thành phố México 1968 | 6             | 0             | 0             | 0             | 0             | –             |
| München 1972          | 9             | 0             | 0             | 0             | 0             | –             |
| Montréal 1976         | 16            | 0             | 0             | 1             | 1             | 37            |
| Moskva 1980           | tẩy chay      | tẩy chay      | tẩy chay      | tẩy chay      | tẩy chay      | tẩy chay      |
| Los Angeles 1984      | 12            | 0             | 0             | 0             | 0             | –             |
| Seoul 1988            | 12            | 0             | 0             | 0             | 0             | –             |
| Barcelona 1992        | 20            | 0             | 0             | 0             | 0             | –             |
| Atlanta 1996          | 9             | 0             | 0             | 0             | 0             | –             |
| Sydney 2000           | 6             | 0             | 0             | 0             | 0             | –             |
| Athens 2004           | 10            | 0             | 0             | 0             | 0             | –             |
| Bắc Kinh 2008         | 6             | 0             | 0             | 0             | 0             | –             |
| Luân Đôn 2012         | 8             | 0             | 0             | 0             | 0             | –             |
| Rio de Janeiro 2016   | 8             | 0             | 0             | 0             | 0             | –             |
| Tokyo 2020            | chưa diễn ra  |               |               |               |               |               |
| Tổng số               | Tổng số       | 0             | 0             | 1             | 1             | 141           |

### Huy chương tại các kỳ Thế vận hội Mùa đông
| Thế vận hội              | Số VĐV        | Số VĐV theo môn | Số VĐV theo môn | Số VĐV theo môn       | Huy chương    | Huy chương    | Huy chương    | Tổng số       | Xếp thứ       |
| Thế vận hội              | Số VĐV        | Luge            | Skeleton        | Trượt tuyết băng đồng |               |               |               | Tổng số       | Xếp thứ       |
| ------------------------ | ------------- | --------------- | --------------- | --------------------- | ------------- | ------------- | ------------- | ------------- | ------------- |
| 1924–1988                | không tham dự | không tham dự   | không tham dự   | không tham dự         | không tham dự | không tham dự | không tham dự | không tham dự | không tham dự |
| Albertville 1992         | 1             | 1               | -               | -                     | 0             | 0             | 0             | 0             | –             |
| Lillehammer 1994         | 1             | 1               | -               | -                     | 0             | 0             | 0             | 0             | –             |
| Nagano 1998              | 1             | 1               | -               | -                     | 0             | 0             | 0             | 0             | –             |
| Thành phố Salt Lake 2002 | 1             | 1               | -               | -                     | 0             | 0             | 0             | 0             | –             |
| Torino 2006              | 1             | -               | 1               | -                     | 0             | 0             | 0             | 0             | –             |
| Vancouver 2010           | 1             | -               | -               | 1                     | 0             | 0             | 0             | 0             | –             |
| Sochi 2014               | 1             | -               | -               | 1                     | 0             | 0             | 0             | 0             | –             |
| Pyeongchang 2018         | 1             | -               | -               | 1                     | 0             | 0             | 0             | 0             | –             |
| Bắc Kinh 2022            |               |                 |                 |                       | -             | -             | -             |               | –             |

### Huy chương theo môn
| Quyền Anh | 0 | 0 | 1 | 1 | 67  |
| Tổng số   | 0 | 0 | 1 | 1 | 141 |

## VĐV giành huy chương
| Huy chương | Tên           | Thế vận hội   | Môn thi đấu | Nội dung        |
| ---------- | ------------- | ------------- | ----------- | --------------- |
| Đồng       | Clarence Hill | Montréal 1976 | Quyền Anh   | Hạng nặng (nam) |